# Brenztraubensäure
Brenztraubensäure, auch Acetylameisensäure, ist die einfachste Ketocarbonsäure. Ihre Salze und Ester werden als Pyruvate bezeichnet. In der Biochemie bezeichnet Pyruvat das Anion der Brenztraubensäure und ist ein C-3-Körper. Das Molekül der Brenztraubensäure besitzt eine α-ständige Carbonylgruppe; 2-Oxopropansäure ist der IUPAC-Name. Der Acyl-Rest (CH3COCO–) von Brenztraubensäure wird Pyruvoyl genannt.

Strukturformel von Pyruvat

## Darstellung
Die Bezeichnung Brenztraubensäure leitet sich von der ersten Herstellung ab: Weinsäure wurde einer trockenen Destillation unterworfen (das damals so genannte Brenzen); hierbei entsteht Brenztraubensäure nach Decarboxylierung und Abspaltung von Wasser. Im Englischen heißt die Verbindung daher pyruvic acid, abgeleitet vom griechischen pyr (Feuer, Hitze) und dem lateinischen uva (Traube, besonders Weintraube).
Jöns Jakob Berzelius hat Brenztraubensäure um 1835 durch gemeinsames Brenzen von Weinsäure mit Kaliumhydrogensulfat dargestellt.

## Eigenschaften
Der Flammpunkt der farblosen, mit Wasser beliebig mischbaren Flüssigkeit liegt bei 82 °C. Die Verbindung zersetzt sich schon bei Raumtemperatur langsam zu Acetaldehyd und Kohlendioxid. Diese Zersetzungsreaktion wird durch Licht katalysiert. Bei höheren Temperaturen kann die Zersetzung heftig erfolgen. Eine gekühlte und lichtgeschützte Lagerung wird empfohlen.
Friedrich Beilstein erkannte, dass sich Brenztraubensäure durch Dehydrierung (Oxidation) von Milchsäure herstellen lassen müsse. Dies gelang ihm mittels Kaliumpermanganat, welches er mit dem Calciumsalz der Milchsäure (Calciumlactat) reagieren ließ.
Durch Reduktion (Hydrierung) geht Brenztraubensäure in Milchsäure über. Mit achiralen Reagenzien entsteht diese dabei als Racemat, d. h. DL-Milchsäure, so mit Natriumamalgam („naszierendem Wasserstoff“) oder Natriumborhydrid.

## Biochemische Bedeutung
Das Anion der Brenztraubensäure, Pyruvat, stellt ein wichtiges Zwischenprodukt im aeroben und anaeroben Stoffwechsel dar.
Es entsteht beispielsweise im Cytoplasma einer Zelle, wenn Glucose im Rahmen der Glycolyse zweifach phosphoryliert und abgebaut wird.

## Nachweis
Der analytische Nachweis kann mit Phenylhydrazin, 2,4-Dinitrophenylhydrazin, α- oder β-Naphthol durchgeführt werden.
Da Brenztraubensäure bei Raumtemperatur flüssig ist und meistens in verdünnter wässriger Lösung vorliegt, wurden zur Analytik feste Derivate angestrebt. Mit Phenylhydrazin und 2,4-Dinitrophenylhydrazin werden die entsprechenden gelben Hydrazone erhalten. Diese  lassen sich in Gemischen durch Flüssigchromatographie trennen und identifizieren.
Eine der zahlreichen, jedoch wenig spezifischen Nachweisreaktionen ist die Indigo-Probe. Hierzu wird eine wässrige Lösung von Brenztraubensäure mit o-Nitrobenzaldehyd und Natronlauge versetzt. Der in einer komplizierten Reaktion (Adolf von Baeyer) gebildete Indigo färbt die Lösung gelbgrün bis blaugrün und bildet schließlich einen blauen Niederschlag.

## Verwendung
Durch Reaktion mit einer kochenden Bariumhydroxidlösung kann 5-Methylisophthalsäure gewonnen werden. Brenztraubensäuremethylester entsteht durch Reaktion mit Methanol in Gegenwart von p-Toluolsulfonsäure.